# Charaxes eurialus
Charaxes eurialus is een vlinder uit de familie Nymphalidae, de vossen, parelmoervlinders en weerschijnvlinders.

## Kenmerken
De brede driehoekige vleugels zijn aan beide zijden prachtig gekleurd, maar het patroon aan de onderzijde is veel verfijnder en meer uitgebreid. De spanwijdte van de vlinder bedraagt ongeveer 50 millimeter.

## Leefwijze
De Charaxes eurialus leeft van de sappen van rottend fruit en bloedende bomen.

## Verspreiding en leefgebied
Deze vlindersoort komt voor op Ambon, Serang en Saparua.